# Чэнь Сяотин
Чэнь Сяотин (род. 11 января 1991) — китайская тяжелоатлетка, выступающая в весовой категории до 53 кг. Чемпионка мира.

## Биография
Чэнь Сяотин родилась 11 января 1991 года.

## Карьера
На взрослом чемпионате Азии 2009 года Чэнь участвовала в весовой категории до 53 килограммов и завоевала золотую медаль с результатом 221 кг, подняв в рывке и толчке 98 и 123 кг, соответственно. В том же году она участвовала на чемпионате мира, где завоевала серебро с результатом 218 кг (95 + 123).
На чемпионате мира среди юниоров 2010 года она стала победительницей с результатом 215 килограммов. Ко взрослому чемпионату мира в Анталье она улучшила свой результат до 222 кг, что принесло ей золотую медаль (100 + 122 кг).
На Гран-при в Китае в 2011 она завоевала золотую медаль с результатом 205 кг, а затем завоевала ещё одно золото на юниорском чемпионате мира, подняв 213 кг. С таким же результатом она завоевала золото университетского чемпионата мира 2012 года.
На третьем Кубке Азии в 2014 году она завоевала золотую медаль с результатом 225 кг. Победа на этом турнире также сделала Чэнь Афро-азиатской чемпионкой.
На чемпионате мира 2015 года в Хьюстоне Чэнь Сяотин завоевала серебро с результатом 221 кг, при этом подняла 101 кг в рывке — лучший результат в карьере на международном уровне. На чемпионате Азии 2016 года она показала такой же результат и стала чемпионкой.